# Controverse des Cours d'appel du Kentucky
La controverse des Cours d'appel du Kentucky (en anglais : Old Court – New Court controversy) est une controverse politique du XIXe siècle dans laquelle l'Assemblée générale du Kentucky abolit la Cour d'appel du Kentucky et la remplace par un nouveau tribunal. Seulement, les juges de l'ancien tribunal refusent de reconnaître la validité de cette action et les deux systèmes coexistent parallèlement dans les années 1820. 
La controverse débute lorsque la crise bancaire de 1819 laisse de nombreux Kentuckians endettés et incapables d'honorer leurs obligations financières. Deux factions s’opposent alors autour de la question de la dette. La première, le Relief party veut obtenir une législation plus favorable aux débiteurs. Opposée à ces derniers, l’Anti-Relief Party, essentiellement composée de l'aristocratie du Kentucky, exige que leurs contrats soient respectés sans ingérence du gouvernement.
Les candidats favorables au Relief party remportent la majorité à l'Assemblée générale du Kentucky en 1820. L'Assemblée adopte alors une loi très favorable aux débiteurs. Les créanciers mécontents contestent la constitutionnalité de la loi devant la Cour d'appel du Kentucky. Le tribunal opine en faveur des créanciers. Les tentatives visant à exclure les juges anti-Relief échouent. Le législateur pro-Relief adopte une mesure abolissant la Cour d'appel et la remplace par un nouveau tribunal, auquel le gouverneur pro-Relief Joseph Desha nomme des juges favorables et qui confirment le bon droit de la loi votée par l’Assemblée.
Avec l’amélioration de la situation économique dans la seconde moitié des années 1820, les partisans Old Court reprennent le contrôle des deux chambres de l'Assemblée générale. Ils abolissent alors la nouvelle cour (New Court) et rétablissent l’Ancienne Cour. Lors d'une procédure de 1829, la Cour annule les décisions rendues par la nouvelle cour. En 1935, la Cour annule toutes les décisions du nouveau tribunal de la common law du Kentucky.

## Contexte

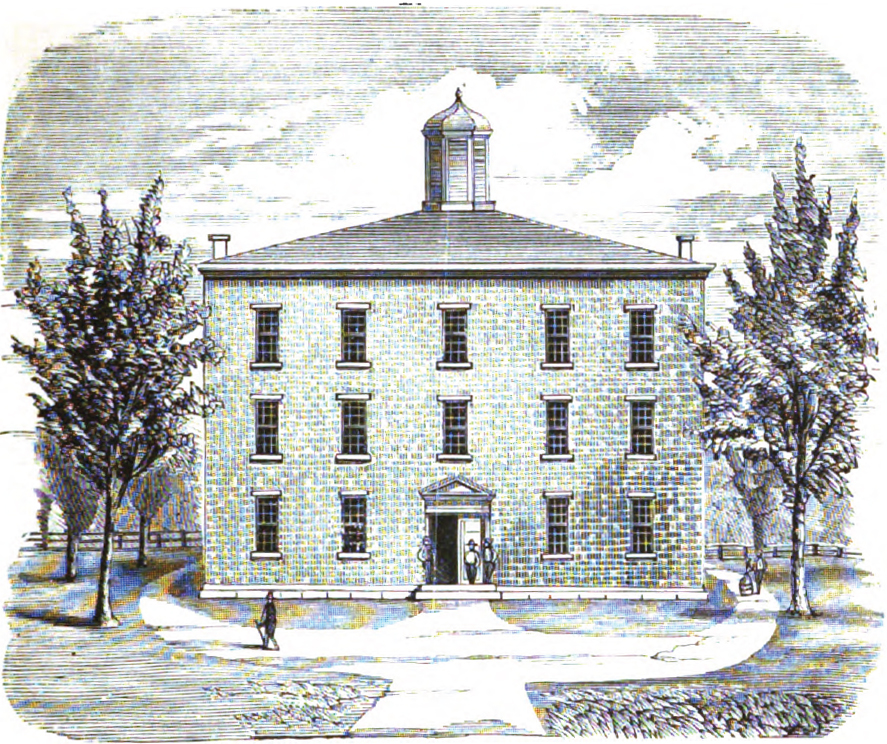
Le premier capitole du Kentucky.

Une période de prospérité nationale suit la fin de la guerre anglo-américaine de 1812. Dans le Kentucky, la croissance rapide de la population et la forte demande pour les biens de l'État conduisent à de fortes spéculations. La Compagnie d'assurances du Kentucky en 1802 et la Banque du Kentucky en 1806 facilite les conditions de prêts abondants. L'établissement de succursales de la Second Bank of the United States à Louisville et à Lexington augmente encore la disponibilité du crédit. En 1818, l'Assemblée générale du Kentucky autorise encore 40 banques d'État, puis six supplémentaires quelque temps après.
À la fin de 1818, cependant, la demande pour les produits américains chute en Europe. La valeur des terres commence également à chuter, déclenchant la panique de 1819. Beaucoup de personnes au Kentucky sont alors dans l’incapacité de rembourser leurs prêts. Une lutte s’engage entre les créanciers qui cherchent à collecter de l'argent qui leur est dû et les débiteurs qui demandent un allégement de leurs obligations. Un parti du secours de la dette se crée alors dans l'état, longtemps bastion du parti unique. Deux factions s’opposent alors autour de la question de l'allégement de la dette. La première, le Relief party, principalement composée de spéculateurs fonciers qui avaient acheté de grandes parcelles de terrain à crédit et qui étaient incapables de rembourser leurs dettes en raison de la crise financière, veut obtenir une législation plus favorable aux débiteurs. Opposée à ces derniers, l’Anti-Relief Party essentiellement composée de l'aristocratie du Kentucky, dont beaucoup étaient créanciers des spéculateurs fonciers, exige que leurs contrats soient respectés sans ingérence du gouvernement. Il affirme que l’intervention du gouvernement ne ferait que prolonger la crise économique.
En 1819, le gouverneur Gabriel Slaughter convient d'abroger les chartes des 46 banques maintenant connues comme "Les Quarante Voleurs" établi par l'Assemblée générale. Il approuve la décision de l'Assemblée Générale de supprimer les dommages et intérêts sur les lettres de change contestées.

## Début de la controverse

### LeRelief Party

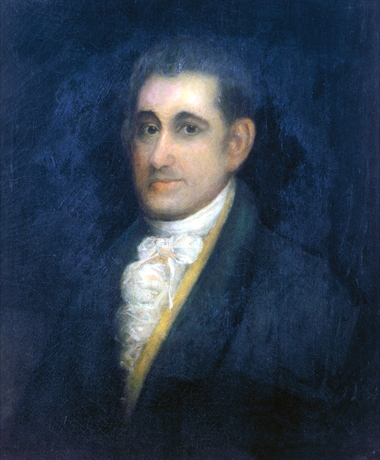
John Adair, gouverneur du Kentucky.

En 1820, John Adair se fait le chef de file de la première faction favorable à l’intervention du gouvernement, et remporte l’élection de gouverneur du Kentucky. Dans la foulée, le Parti de l’allégement de la dette, le Relief Party, gagne la majorité dans les deux chambres de l'Assemblée générale. Le 11 février 1820, l'Assemblée adopte une loi qui empêche les créanciers de chercher à recouvrir le paiement des dettes pour une période d'un an. Le législateur espère ainsi laisser le temps d'une reprise économique qui permettrait aux débiteurs de sauvegarder leurs investissements. Si le créancier n’accepte pas les billets de banque émis par la Banque du Kentucky, il est forcé d'attendre une année supplémentaire pour recouvrer la dette.
Le 29 novembre 1820, l'Assemblée crée la Banque du Commonwealth, à partir de laquelle les débiteurs pourraient obtenir de l'argent. Seulement les créanciers ne veulent pas accepter le paiement de la Banque du Kentucky ou de la Banque du Commonwealth; Les billets sont dépréciés en raison d'un manque de capitaux de ces banques et celles-ci n'ont aucune garantie de crédit de l'État. En décembre 1820, l'Assemblée modifie la loi et les créanciers qui acceptent le paiement avec les billets de la Banque du Commonwealth, mais pas la Banque du Kentucky attendent trois mois pour recouvrer une créance. L'attente est d'un an si le créancier accepté seulement les billets de la Banque du Kentucky, et il atteint deux ans si les créanciers n’acceptent pas ces billets.
En 1821, le Relief Party abolit la pratique d'emprisonnement pour dettes dans le Kentucky. En 1822, le parti ne se satisfait plus de la politique de prudence menée par la Banque du Kentucky qui rend plus difficile l’obtention d’un prêt. En décembre 1822, il révoque la charte de la banque.

### La contre attaque judiciaire: Williams c. Blair et Lapsley c. Brashear
Contraints de choisir entre accepter de l'argent déprécié en paiement des dettes ou de longs délais d'attente pour recouvrer ces dernières, les créanciers se tournent alors vers les tribunaux pour défendre leurs intérêts. En 1822, le juge James Clark dans le circuit court du comté de Bourbon statue dans le cas de Williams contre Blair que la loi viole la Constitution du Kentucky et la constitution fédérale. Mais cette décision est si impopulaire que le Relief Party tente de le démettre de ses fonctions par un vote à l’Assemblée. Le vote est de 59 à 35 en dessous de la limite des deux tiers nécessaire à son éviction. Dans le circuit court du comté de Fayette, le juge Francis Preston Blair rend une décision similaire dans le cas Lapsley contre Brashear.
Les deux cas sont alors portés devant la Cour d'appel du Kentucky en 1823 alors la plus haute juridiction de l’État. Dans le cas Blair, la position du Relief Party est soutenue par George M. Bibb, tandis que la position de l'Anti-Relief est représentée par Robert Wickliffe. Dans le cas Lapsley, Wickliffe rejoint George Robertson (congressman) (en) et Benjamin Hardin (en) pour représenter la position Anti-Relief, alors que la position du Relief Party est défendue par John Rowan (Kentucky) (en) et William T. Barry. Le juge en chef John Boyle (congressman) (en) rend l'avis pris par la cour dans le cas Blair le 8 octobre 1823, et l'adjoint de Justice William Owsley (en) rend le sien dans le cas Lapsley trois jours plus tard. Dans les deux cas, la position Anti-Relief est confirmée.

## Formation de la nouvelle Cour

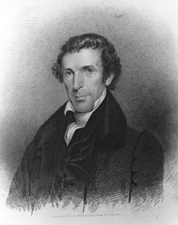
William T. Barry, juge en chef de la Nouvelle cour.

L'Assemblée adopte des résolutions contre les trois juges de la Cour d'appel, mais les votes n’atteignent pas la majorité des deux tiers pour les évincer. Le gouverneur John Adair, un partisan du Relief Party, exhorte à la résistance, accusant ces tribunaux de récuser le droit du peuple à s'autogouverner. L’action du gouverneur entraine une résolution contre lui de la minorité Anti-Relief le 8 novembre 1823.
Frustré par leurs défaites dans le système judiciaire, le Relief Party tourne son attention sur l'élection au poste de gouverneur de 1824, où ils soutiennent le général Joseph Desha. L'élection de Desha avec une forte majorité de 38 378 voix contre 22499 est interprétée par le parti comme un mandat pour poursuivre le programme d'allégement de la dette. Une proposition pour réduire les salaires des juges de la Cour d'appel à 25 cents par an est écartée rapidement sans vote, mais la Chambre des représentants du Kentucky rassemble les votes nécessaires à l’éviction des juges fautifs,. Les juges sont finalement épargnés, car le Sénat ne réussit pas à passer la mesure avec la majorité des deux tiers requise. Le vote est de 23 contre 12.
Le 9 décembre 1824, le Sénat vote l'abrogation de la loi qui avait établi la Cour d'appel et établit une nouvelle Cour d'appel avec quatre juges. Cette mesure est discutée à la chambre basse le 23 décembre. Au cours du débat, le gouverneur Joseph Desha fait personnellement pression sur les législateurs pour appuyer la mesure, en violation flagrante des règles de la chambre. La mesure est adoptée à la Chambre par un vote de 54 contre 43. Le gouverneur Desha nomme William T. Barry, soutien du Relief Party, comme juge en chef, ainsi que trois juges associés aussi des partisans de ce parti.
L’ancien tribunal et le parti anti-relief refusent de reconnaître la validité de la nouvelle cour. Achilles Sneed, greffier de l’ancienne cour, refuse de remettre ses dossiers à la nouvelle Cour en janvier 1825. Francis Blair, le greffier de la nouvelle Cour, réuni un groupe qui fait irruption dans le bureau de Sneed et prend tous les documents qu'ils pouvaient trouver. Sneed est aussi accusé d'outrage contre la cour et condamné à une amende pour avoir refusé de remettre les dossiers. L’ancienne cour continue de se réunir dans une église de Frankfort et avec deux cours suprêmes, la possibilité d’une guerre civile dans le Kentucky surgit.

## Résolution de la controverse

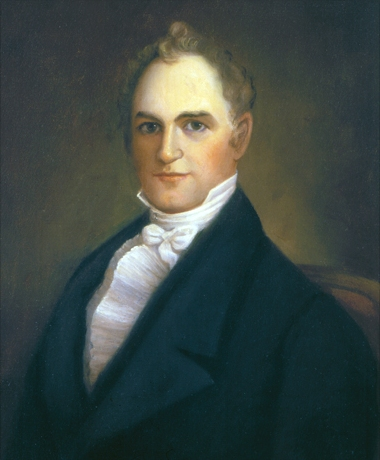
Le gouverneur Joseph Desha dont la controvese Old Court – New Court a dominé le mandat.

Lors des élections de 1825, les partisans de l’ancienne cour prennent le contrôle de la Chambre des représentants du Kentucky. Lors de la session d’ouverture de l'Assemblée générale en novembre 1825, l’Anti Relief party forme immédiatement un comité chargé de faire des recommandations liées à la cour d'appel. Le 23 novembre, ils présentent un projet de loi abrogeant la loi de réorganisation. La mesure est adoptée par la Chambre, mais échoue au Sénat, où les partisans de l’ancienne et de la nouvelle Cour sont en nombre égal et où le vote décisif est lancé par le lieutenant-gouverneur Robert B. McAfee (en), aligné avec les défenseurs de la nouvelle Cour. En décembre, le comité de l'Assemblée conclu que les juges de l’ancienne cour sont "juges constitutionnels" et, par conséquent, le législateur n'a pas le pouvoir d'abolir leurs positions. Les partisans de la vieille Cour sont en mesure de faire adopter, en 1825, une résolution non contraignante condamnant l'acte de réorganisation.
À partir de 1826, la prospérité économique commence à revenir dans le Kentucky. Le parti de l’ancienne cour augmente leur majorité à la Chambre et gagne une majorité au Sénat. Afin de résoudre la controverse, le corps législatif propose alors d'appeler à la démission du gouverneur, du lieutenant-gouverneur, de l'ensemble de l'Assemblée générale, ainsi que des juges de l'ancien et du nouveau tribunal. Cette mesure extrême est cependant rejetée. Au lieu de cela, le 29 décembre 1826, l'Assemblée générale abroge la Loi sur la réorganisation des cours de 1824 et contre le veto du gouverneur Joseph Desha. Ils abrogent également la loi de 1820 sur le recours des dettes qui avait déclenchée la controverse. Le 1er janvier 1827, Francis Blair retourne les dossiers judiciaires en sa possession à l'ancienne cour.
Le juge en chef de l’ancienne cour John Boyle démissionne pour accepter un poste de juge fédéral. L'Assemblée générale décide d'accélérer la réconciliation en nommant à la tête de l'ancienne cour rétablie un partisan de la nouvelle cour George Bibb en remplacement de Boyle,. Deux autres juges de l'ancienne cour Benjamin Mills (en) et William Owsley (en) démissionnent, espérant éclaircir la situation. Immédiatement rééligible, le Sénat refuse cependant de confirmer leurs nominations. Le gouverneur nomme alors George Robertson (congressman) (en) et Joseph R. Underwood (en), décision confirmée par le Sénat. En tout, la nouvelle Cour a entendu 77 cas au cours de cette controverse. En avril 1829, dans le cas Hildreth's Heirs v. McIntire's Devisees, la Cour d'appel reconstitué déclare la nullité de toutes les décisions prises par la nouvelle cour. En 1935, dans le cas Smith v. Overstreet's Adm'r, le tribunal statue formellement que les décisions prises par la nouvelle cour ne pourraient pas faire jurisprudence dans le common law du Kentucky.